# Temuco
Temuco is een regiohoofdstad en gemeente in de Chileense provincie Cautín in de regio Araucanía. Temuco telde 282.415 inwoners in 2017 en heeft een oppervlakte van 464 km².
Er wonen vrij veel Mapuches, de oorspronkelijke bevolking in de regio, in Temuco.

## Religie
De stad is de zetel van het rooms-katholieke bisdom Temuco.

## Bekende inwoners van Temuco

### Geboren
- Carlos Schneeberger (1902-1973), voetballer
- Marcelo Salas (1974), voetballer
- Manuel Iturra (1984), voetballer

### Woonachtig (geweest)
De dichter Pablo Neruda (1904-1973) woonde vanaf zijn tweede jaar tot zijn zeventiende in de stad. Het Pablo Neruda National Railway Museum en de Pablo Neruda High School zijn naar hem vernoemd.

## Galerij

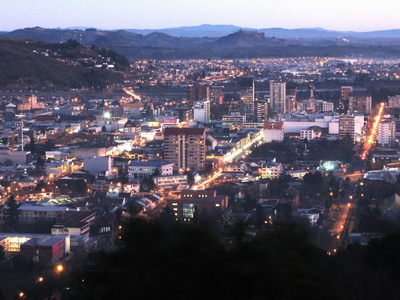